# Canadá nos Jogos Olímpicos de Inverno de 1988
O Canadá mandou 112 competidores que disputaram dez modalidades nos Jogos Olímpicos de Inverno de 1988, em Calgary, no Canadá. A delegação conquistou 5 medalhas no total, sendo duas de prata e três de bronze.